# Parcul municipal „Mihai Eminescu” din Galați
Parcul municipal „Mihai Eminescu” din Galați este un sit aflat pe teritoriul municipiului Galați.

## Galerie

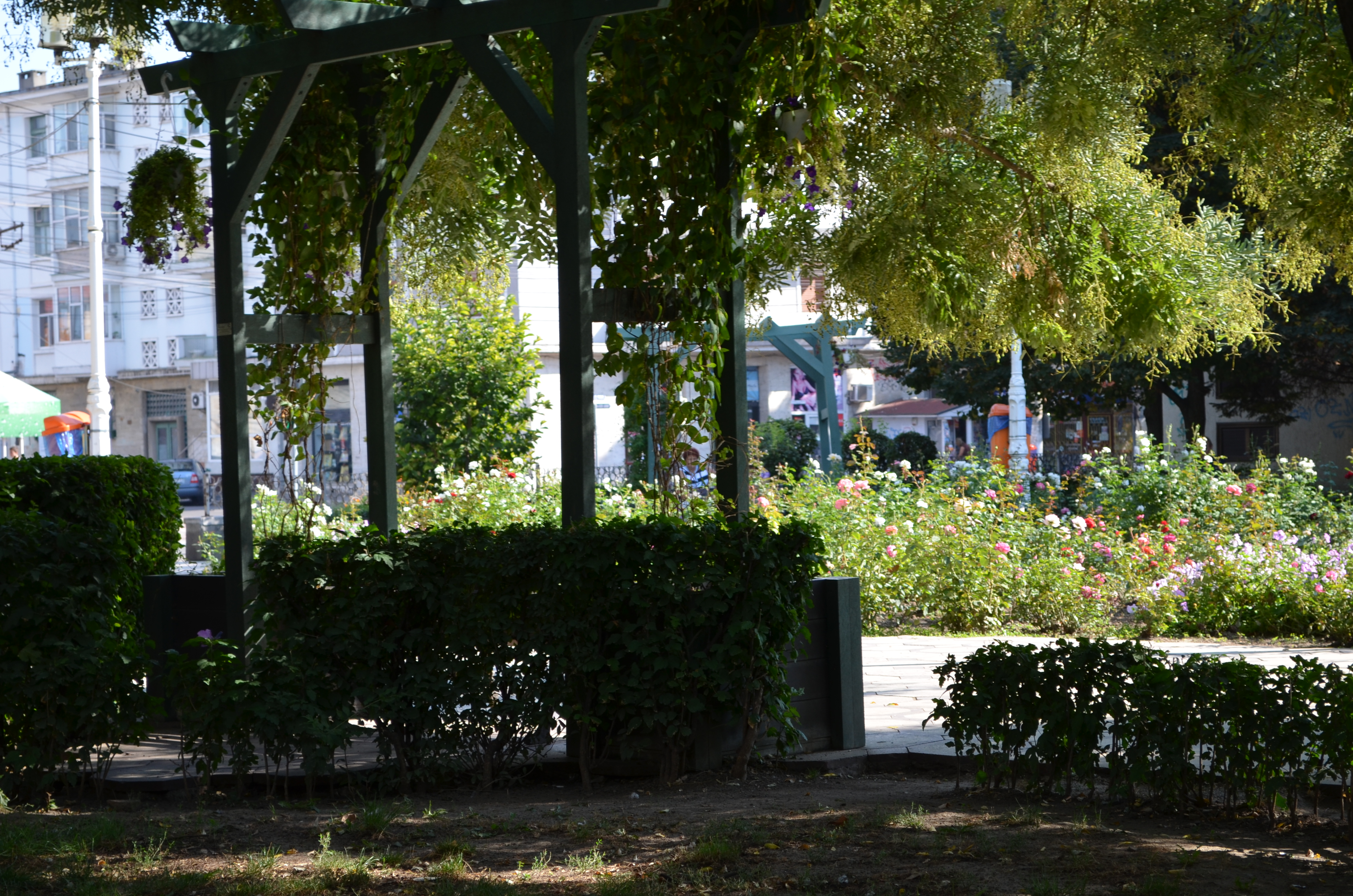
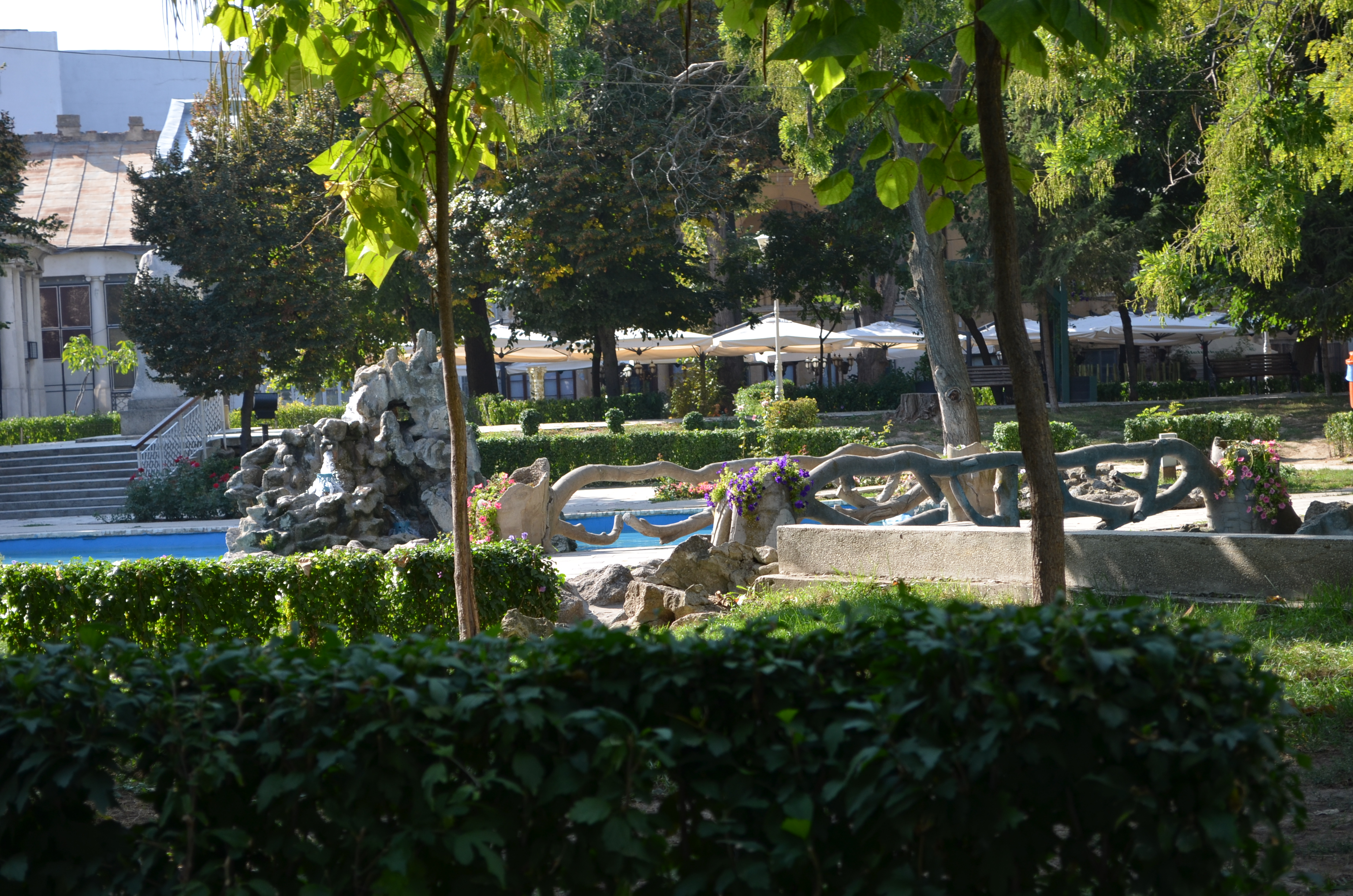
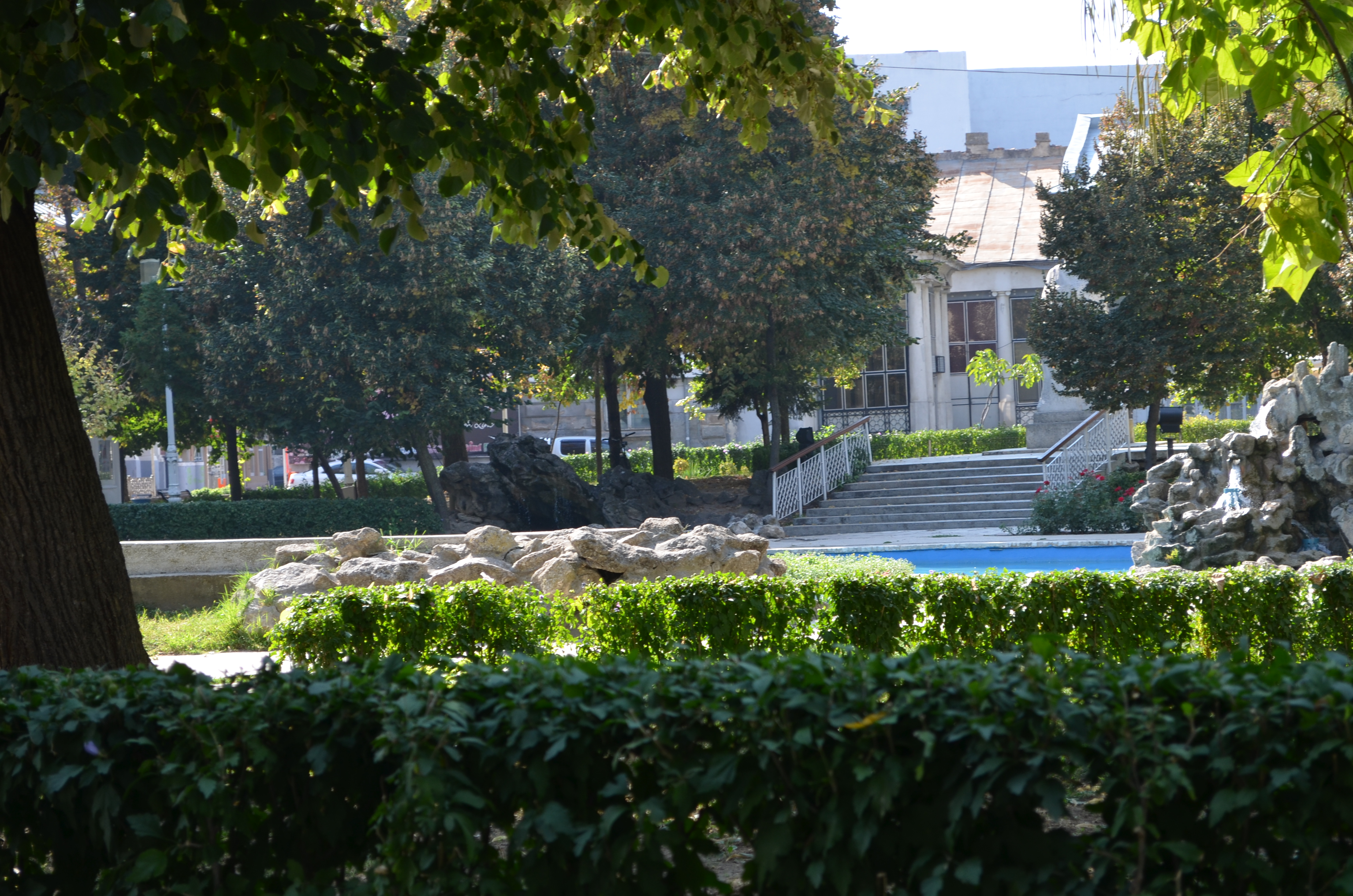
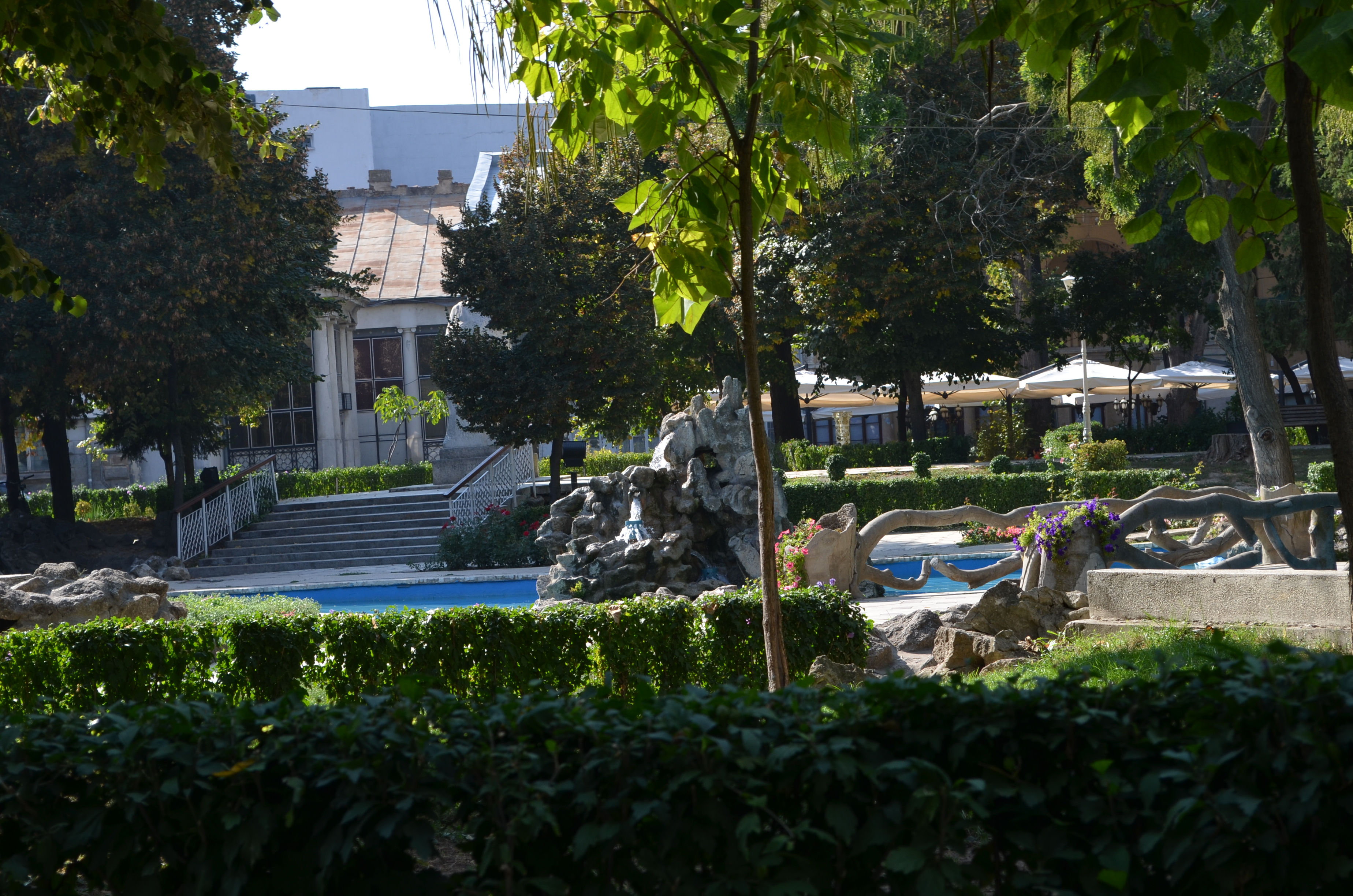
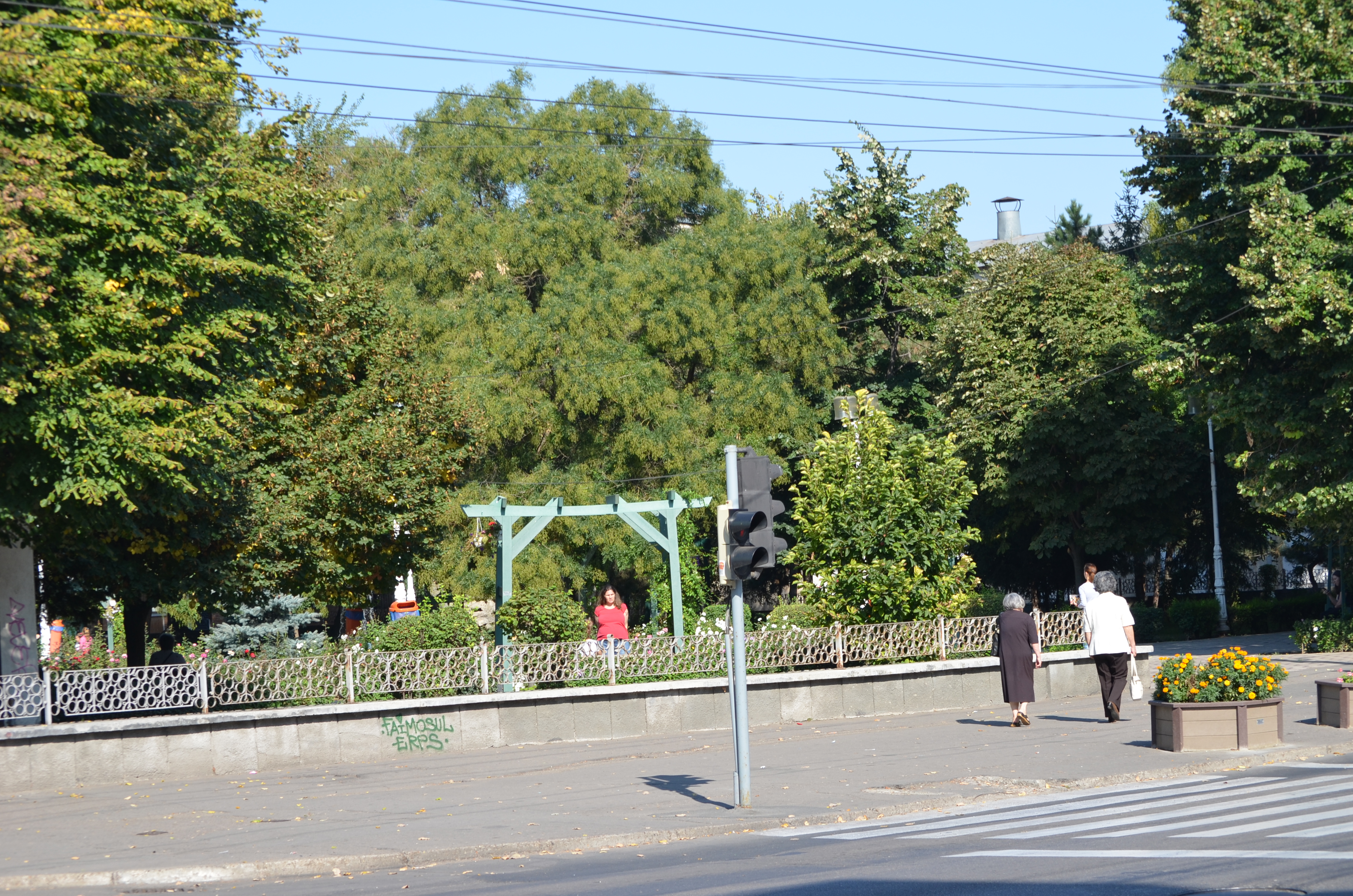
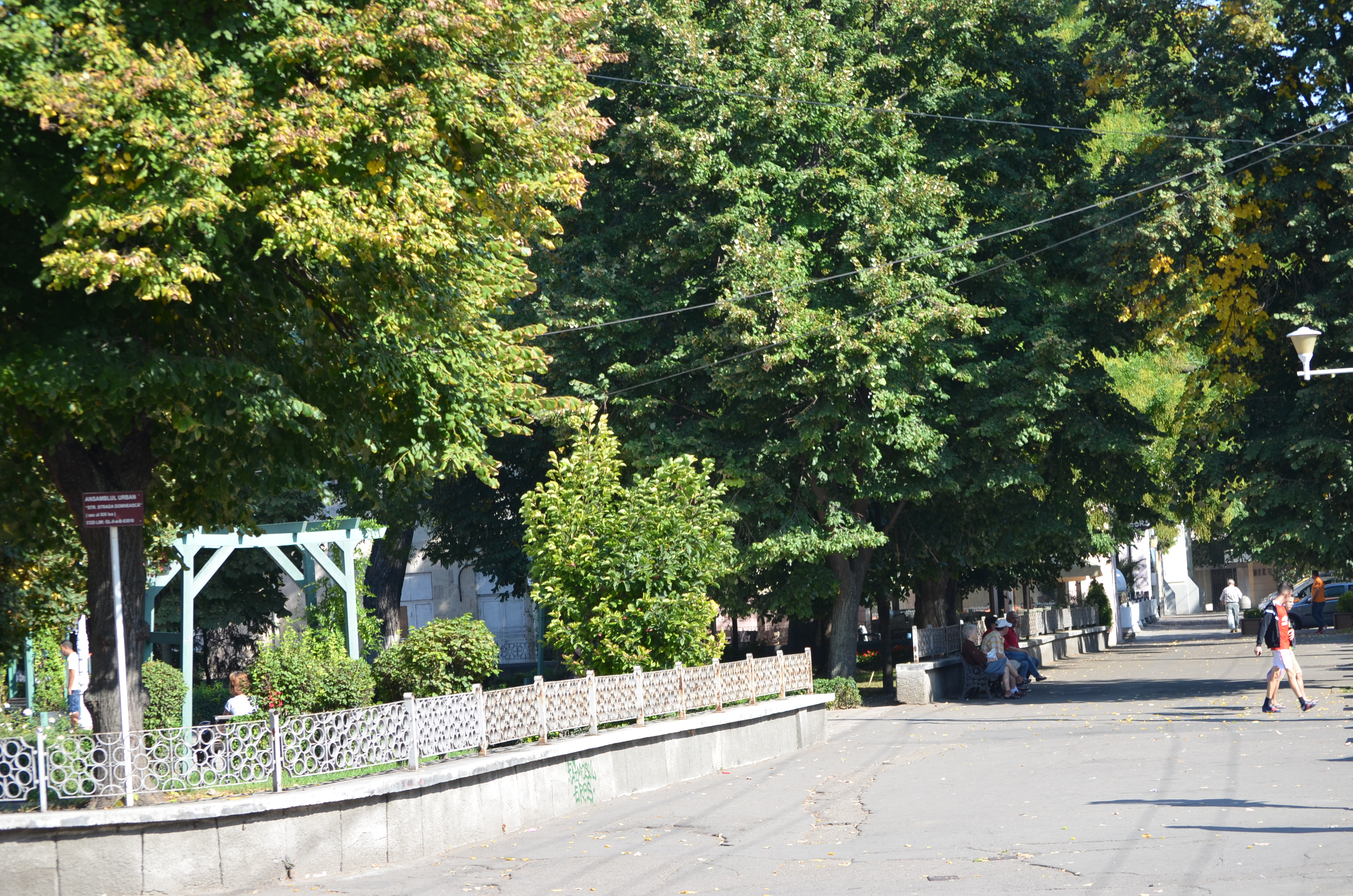
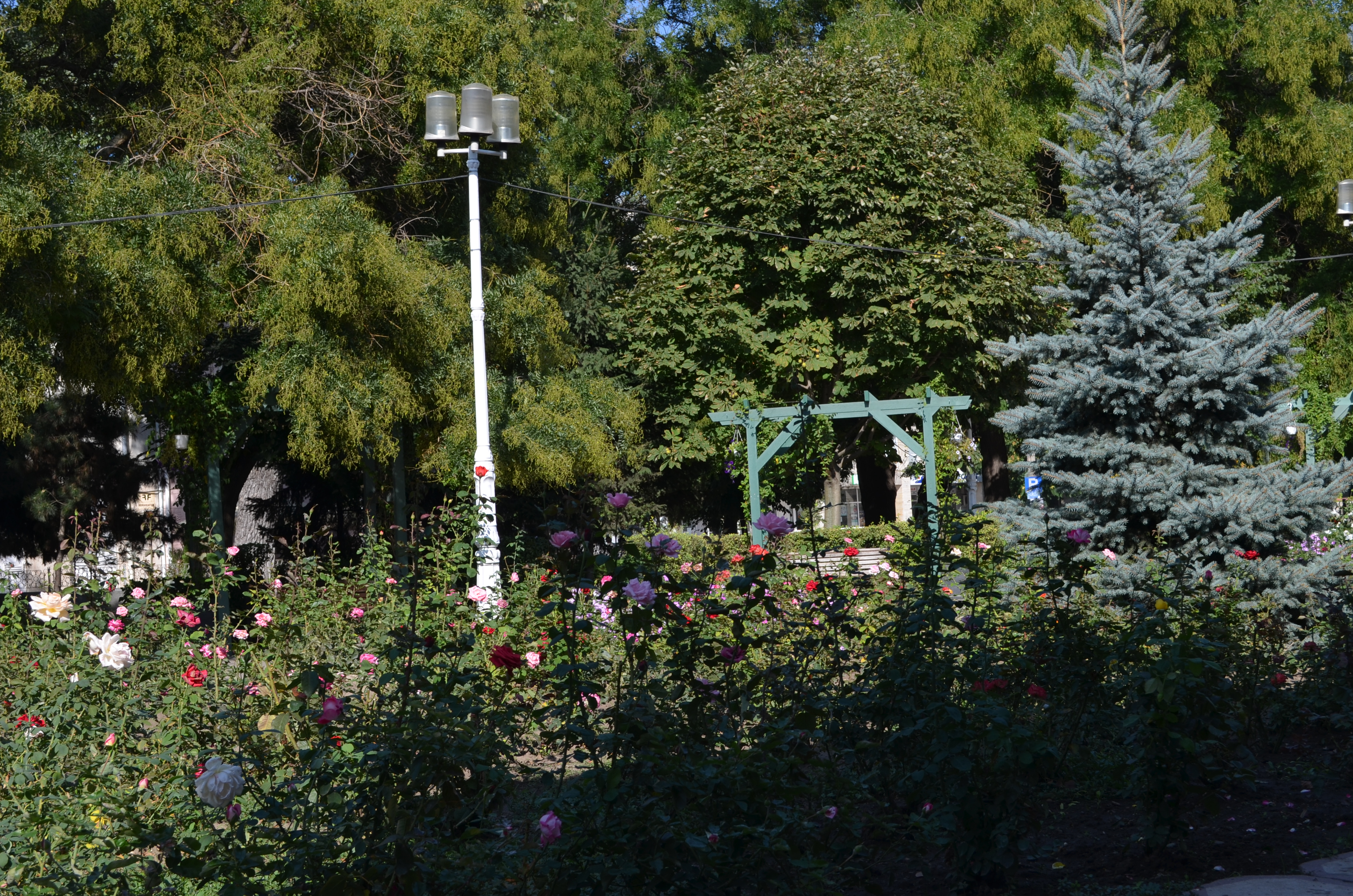